# Clubul Crocodililor
Clubul Crocodililor este un grup (constituit in mod neoficial) de membri ai Parlamentului European cu o viziune favorabila trecerii către o unitate de ordin politic în interiorul Comunității Europene, ca urmare firească a demersurilor de unificare economică, aceasta din urmă fiind până atunci singura direcție agreată de toate statele europene occidentale. Altfel spus, acest grup manifesta o pronuntata tendinta spre federalism, in opoziție cu funcționalismul, sau cooperarea interguvernamentală, ce caracteriza Europa Occidentală până la acea vreme.

## Originea numelui
Denumirea de "Club al Crocodililor" provine de la restaurantul Crocodile din Strasbourg, unde, pe data de 9 iulie 1980, acest grup de inițiativă și-a pus bazele.

## Orientarea ideologică și contribuțiile aduse
Orientarea ideologică a acestui grup s-a manifestat cu precădere între anii 1980 și 1990, constituind un imbold către unificarea "de facto" a Europei, într-o perioadă în care cooperarea interguvernamentală era principala cale de atingere a obiectivelor comune ale statelor membre ale Comunității într-o epocă în care idei precum Uniunea Economică și Monetară și Politica Externă și de Securitate Comună (PESC) nu mai păreau a avea sorți de izbândă. Clubul Crocodililor a avut un rol marcant în diferențele de orientare apărute prin intermediul Actului Unic European și a Tratatului de la Maastricht. Primul din cele două documente amintite este important prin faptul că acordă noi prerogative Parlamentului European, instituție prin excelență federalistă, întrucât este aleasă prin vot direct de populația statelor membre, și prin faptul că aduce în discuție ideea de Piață Internă Unică. In ceea ce privește Tratatul de la Maastricht, adoptat în 1992, acesta reprezintă cel mai mare pas făcut vreodată către uniunea politică a Europei, introducând o serie importantă de reforme: crearea cetățeniei europene, trecerea la moneda unică până în 1998 și adoptarea unei Politici Externe și de Securitate Comună.

## Personalitatea lui Altiero Spinelli în cadrul grupului
Fără îndoială figura dominantă a Clubului Crocodililor, Altiero Spinelli a fost și persoana responsabilă cu declanșarea mecanismelor care au stat la baza redactării Actului Unic European. Și-a dedicat ultimii 16 ani ai vieții realizării ideii de Europă Federală, activând în Comisia Europeană între anii 1970 și 1976 și în Parlamentul European între 1976 și 1986. În cinstea eforturilor depuse pentru realizarea ideii de Uniune Europeană, una din clădirile Parlamentului European îi poartă, începând cu 1993 numele.